# سیکو (فیلم)
سیکو (به انگلیسی: sicko) فیلم مستندی از مایکل مور در باره سیستم بهداشت و درمان آمریکاست. این فیلم نخستین بار در سال ۲۰۰۷ اکران شد.
مور در این فیلم، سیستم بهداشت و درمان آمریکا را به کشورهایی چون انگلستان، فرانسه، کانادا و حتی کوبا مقایسه کرده و آنرا به شدت به چالش می‌کشد. خواسته نهایی فیلم، سوسیالیستی شدن بهداشت و درمان در آمریکاست و مور نشان می‌دهد که اگرچه دولت آمریکا مدعی استفاده از سیستم سرمایه داری آزاد برای بهداشت و درمان است، ولی تجارب موفقی نیز در سیستم دولتی (بخصوص در اداره سامانه بهداشت و درمان زندانها) دارد که باید آنرا به کل جامعه آمریکا تعمیم دهد.
این فیلم با بررسی شخصی بودن سلامت و بهداشت ایالات متحده، و مقایسه آن با سلامت و بهداشت سوسیالیستی و دولتی کشورهایی همچون کانادا، انگلیس، فرانسه و حتی کوباست. برای نمونه در ایالات متحده فردی برای وصل کردن سر انگشتش به دستش، باید ۱۲۰۰۰ تا ۶۰۰۰۰ دلار بپردازد در حالیکه در کشورهای دیگر همچون انگلیس، فرانسه، کوبا و کانادا هزینه بهداشت و درمان رایگان و یا حداقل ناچیز است. برای مثال در انگلیس افراد زیر ۱۶ سال و بالای ۶۰ سال از پرداخت هزینه های بهداشت و درمان معاف هستند و افراد دارای شغل فقط برای دارو و آن هم فقط ۱۰ دلار معادل ۶٫۴۳ پوند می‎پردازند. 